# Hôtel Donadei de Campredon
L'Hôtel Donadeï de Campredon est un hôtel particulier situé à L'Isle-sur-la-Sorgue, dans le Vaucluse.  

## Histoire
La construction de l'hôtel Donadeï de Campredon date de 1746, à la demande de Charles Joseph de Campredon. L'hôtel est vendu en 1865 par le marquis de Lespine, descendant des Campredon, aux sœurs de Saint Charles de Lyon. La municipalité de L'Isle-sur-la-Sorgue acquiert à son tour le bâtiment en 1978. Depuis 2003, l'hôtel abrite un musée d'art contemporain, ainsi qu'une maison René Char, au troisième étage.
L'hôtel Donadeï de Campredon est inscrit au titre des monuments historiques depuis le 2 mars 1979.

## Descriptif
Le plan de l'hôtel Donadeï de Campredon, conçu par Esprit-Joseph Brun, est agencé comme un bâtiment en L, en angle de rue. Les deux façades intérieures bordent un jardin, comportant trois fontaines, composé par Jean-Ange Brun, frère d'Esprit-Joseph Brun.
Au rez-de-chaussée, le vestibule abrite un escalier, desservant les deux étages de l'hôtel, décoré d'une rampe en fer forgé.

## Centre d'art contemporain

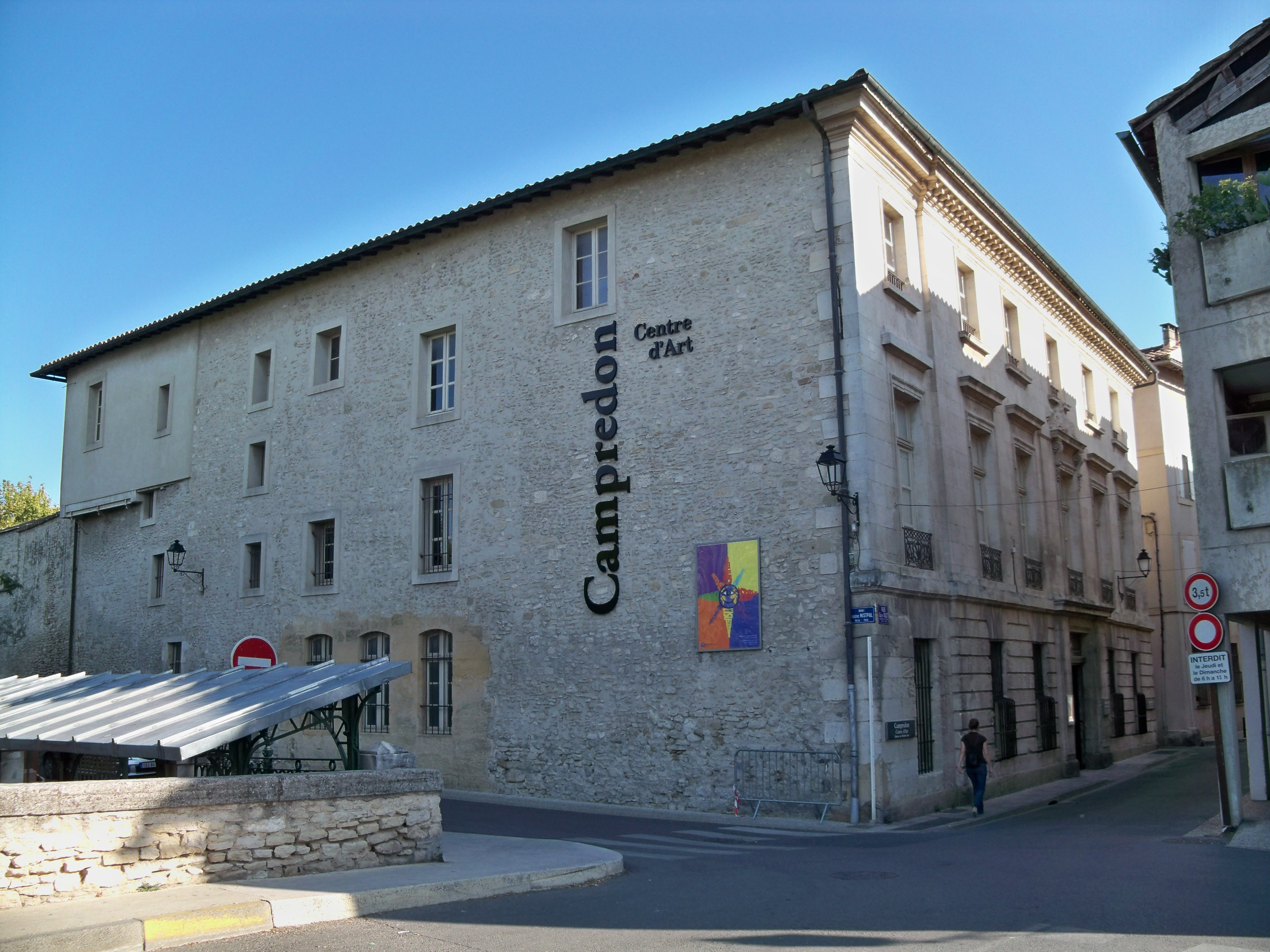
Entrée du musée

En plus des huit salles d'exposition, sur un total de 400 m2, le musée comporte un espace d’accueil, une librairie, un atelier, un espace de documentation et un auditorium de 50 places. Le centre est installé dans ces locaux, une première fois, en 1982, puis réinstallé dans le même hôtel, du rez-de-chaussée au deuxième étage, en 2003, après rénovation du bâtiment.

### Expositions du musée
Plusieurs artistes, peintres, plasticiens, photographes, ont exposé leurs œuvres, de façon temporaire, au musée Campredon :
- 2007 - 2008 : Henri Cartier-Bresson
- 2008 : Pierre Lesieur
- 2008 : Ernest Pignon-Ernest
- 2008 - 2009 : Odile Pascal
- 2009 : Henri Yéru
- 2009 : Anne et Patrick Poirier
- 2009 - 2010 : Henriette Grindat
- 2010 : Klaus Ramka
- 2010 : Jean Le Gac
- 2010 - 2011 : Sarah Moon
- 2011 : Catherine Noury
- 2011 : Hervé Di Rosa
- 2011 - 2012 : Denis Brihat
- 2012 : Nils-Udo
- 2012 - 2013 : André Pharel
- 2013 : Raphaël Thierry
- 2013 : Nicolas Alquin
- 2013 - 2014 : Robert Doisneau
- 2014 : Vladimir Skoda
- 2014 - 2015 : Valère Germain
- 2015 : Cédric Delsaux
- 2015 : Christine Ferrer
- 2015 - 2016 : Sandra Calligaro
- 2016 : Georges Rousse
- 2016 : Manuel Ruiz Vida
- 2016 : René Guiffrey
- 2016 - 2017 : Isabel Coixet
- 2017 : Vivian Maier
- 2017 : Françoise Pétrovitch
- 2017 : Parvine Curie
- 2017 - 2018 : Jacques Henri Lartigue
- 2018 : Hilary Dymond
- 2018 : Paul Alexandre
- 2018 : Jessica Lange
- 2018 - 2019 : Philippe Favier
- 2019 : Howard Greenberg Gallery
- 2019 : Guy Bourdin
- 2019 : Pierre Sgamma
- 2020 : Stéphane Guiran
- 2021 : Antonio Lopez
- 2021 : Joël Brisse
- 2022 : Amélie Joos
- 2022 : Laurent Delaire
- 2022 : Juliette Agnel
- 2023 : Exposition collective "(Zéro) Gravité"

## Maison René Char
Autrefois, le dernier étage de l'hôtel de Campredon était entièrement dédié au poète René Char. On y retrouvait son bureau, sa bibliothèque, ainsi qu'une exposition permanente sur sa vie et son œuvre.